# Балыкин, Ярослав Григорьевич
Ярослав Григорьевич Балыкин (25 мая 1931, Чепош, Западно-Сибирский край — 17 июня 2023, Нетания, Центральный округ) — советский футболист, игравший на позиции нападающего; футбольный судья.

## Биография
С 1950 по 1954 год играл за рижские команды ДО и «Даугава». В 1952 году в составе ДО принимал участие в матчах Кубка СССР против петрозаводской «Красной звезды» (5:1) и харьковского «Локомотива» (0:2), забил 2 мяча. На уровне первенства СССР дебютировал в 1953 году, сыграв за «Даугаву» 13 матчей в классе «Б» (забил в них 2 мяча). В 1955 году провёл 2 матча в классе «А» за минский «Спартак». В течение следующих 6 лет играл за команду класса «Б» днепропетровский «Металлург»/«Днепр».
Будучи судьёй, обслуживал матчи чемпионата и кубка СССР. В качестве главного судьи в классе «А» дебютировал 3 августа 1970 года в матче «Пахтакор» Ташкент — «Спартак» Орджоникидзе (1:0). Лайнсменом на матчах класса «А» (высшей лиги) работал с 1968 по 1980 год. 14 января 1971 года получил всесоюзную категорию, по итогам сезона 1971 вошёл в список лучших судей СССР.
После окончания судейской карьеры являлся начальником команды «Днепр», также работал в федерации футбола Днепропетровской области (её председатель в 1991—1993 годах) и инженером на «Южмаше». После распада СССР эмигрировал в Израиль.
Сын Кирилл, арбитр-лайнсмен на матчах чемпионата и кубка Израиля.